# Barra Njie
Alagie Barra Njie (Estocolmo; 29 de junio de 1998) es un baloncestista sueco que forma parte de la plantilla del Basketball Löwen Braunschweig de la Basketball Bundesliga alemana. Con 1,91 metros de estatura, ocupa la posición de base.

## Trayectoria deportiva

### Inicios
Nacido en Suecia (padres inmigrantes de Gambia), gracias a su capacidad física le hizo destacar a temprana edad en campeonatos locales con Fryshuset Basket y en las categorías inferiores de la selección de baloncesto de Suecia, donde explosionó en la Baltic Cup Cadete de 2016.
En 2017, ingresó en la High School de St Benedict’s Prep, para adaptarse al baloncesto estadounidense.

### Profesional
En enero de 2021, regresa a casa para formar parte de la plantilla del Fryshuset Basket de la Basketligan, donde sería proclamado mejor joven de la liga sueca con 17 partidos disputados y unos promedios de 17,8 puntos, 6,2 rebotes y 4,9 asistencias en 30 minutos en pista.
En verano de 2021, se presenta al draft de la G League, donde sería escogido en 2.ª ronda por los Delaware Blue Coats. Por lo que para la temporada 2021-22, firma por los Delaware Blue Coats de la G League, el filial de los Philadelphia 76ers, donde jugó quince partidos, con escasas oportunidades.
El 20 de enero de 2023, firma en el Juaristi ISB de Liga LEB Oro espñola.
El 16 de agosto de 2023, firma por el Basketball Löwen Braunschweig de la Basketball Bundesliga alemana.

## Selección nacional
Ha debutado con la selección de baloncesto de Suecia Sub-20 a las órdenes de Boris Balibrea. 
En agosto de 2022, debutó con seis puntos, tres rebotes y tres asistencias en la selección absoluta de Suecia contra Alemania en un partido clasificatorio para la Copa Mundial de Baloncesto de 2023.